# Karse (slægt)
Karse (Lepidium) er en slægt med ca. 180 arter, der er udbredt på alle kontinenter undtagen Antarktis. Det er en-, to- eller flerårige urter, i visse tilfælde halvbuske eller – mere sjældent – buske eller lianer. Stænglerne er oprette eller opstigende, til tider krybende. Bladene er hele med hel eller finnet rand (bladrosetten), eller også er de hele med hel, tandet eller indskåret rand (stængelblade). Blomsterne er samlet i endestillede stande. Blomsterne er 4-tallige og regelmæssige med hvide, gule eller lyserøde kronblade. Frugterne er runde til ægformede skulper med få frø.
| Beskrevne arter |

- Havekarse (Lepidium sativum)
- Salomons lysestage (Lepidium campestre)
- Stinkende karse (Lepidium ruderale)
- Strandkarse (Lepidium latifolium), Bredbladet Karse.
- Hjertekarse (Lepidium draba)

| Andre arter |

| - Lepidium africanum - Lepidium alluaudii - Lepidium alyssoides - Lepidium apetalum - Lepidium appelianum - Lepidium arbuscula - Lepidium austrinum - Lepidium barnebyanum - Lepidium bidentatum - Lepidium bonariense - Lepidium campestre - Lepidium capense - Lepidium cardamines - Lepidium cartilagineum - Lepidium chalepense - Lepidium coronopus - Lepidium crenatum - Lepidium densiflorum - Lepidium dictyotum - Lepidium didymum | - Lepidium flavum - Lepidium fremontii - Lepidium graminifolium - Lepidium heterophyllum - Lepidium hirtum - Lepidium jaredii - Lepidium lasiocarpum - Lepidium latifolium - Lepidium meyenii - Lepidium montanum - Lepidium nitidum - Lepidium o-waihiense - Lepidium oblongum - Lepidium papilliferum - Lepidium perfoliatum - Lepidium persicum - Lepidium pinnatifidum - Lepidium ramosissimum - Lepidium ruderale - Lepidium sativum | - Lepidium schinzii - Lepidium spinosum - Lepidium subulatum - Lepidium thurberi - Lepidium vesicarium - Lepidium villarsii - Lepidium virginicum |